# Consistoire Casale Monferrato

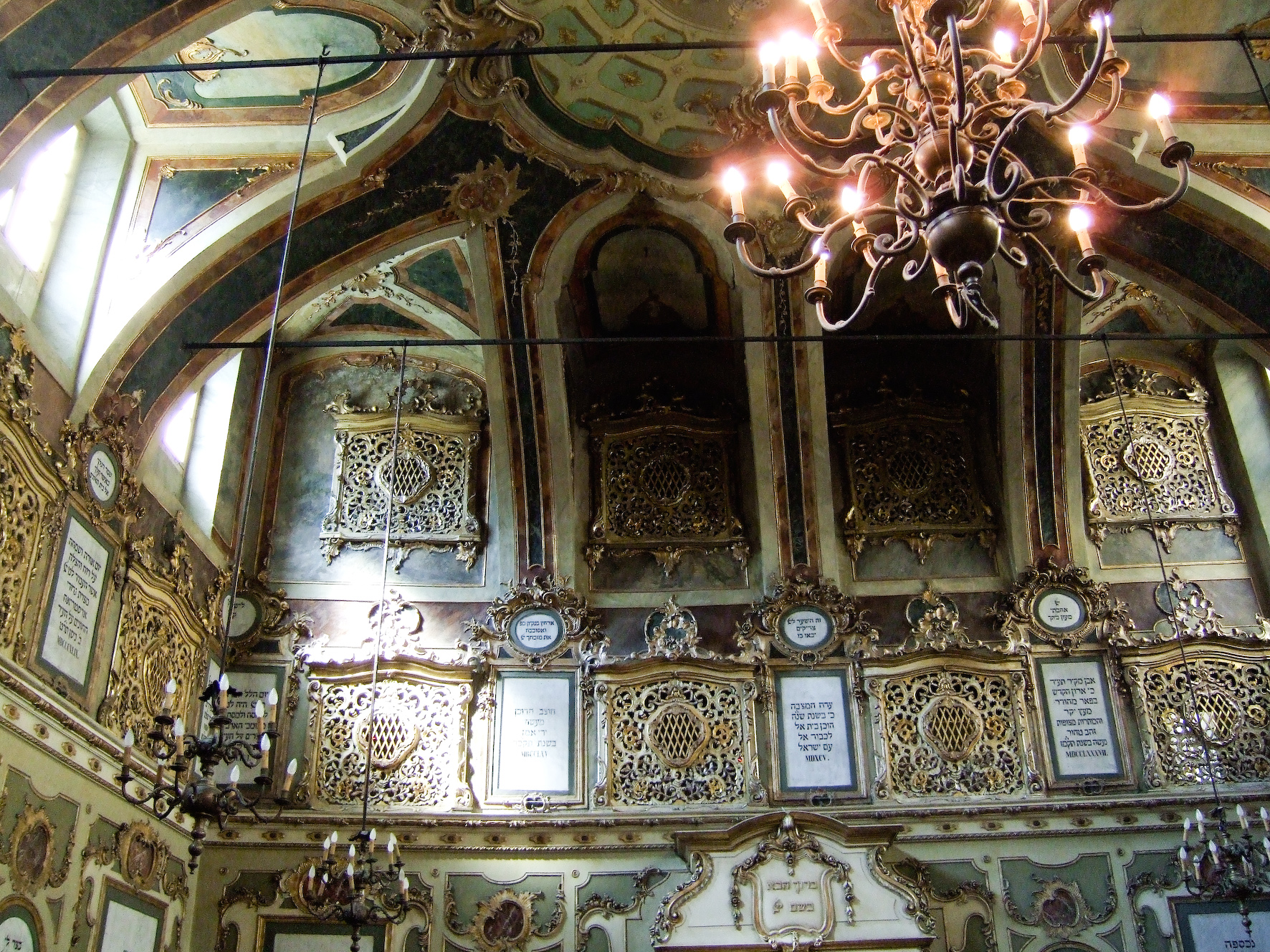
Innenraum der Synagoge von Casale Monferrato

Das Consistoire Casale Monferrato, mit Sitz in der Stadt Casale Monferrato, wurde wie das Consistoire central israélite und weitere zwölf regionale Konsistorien von Napoleon durch ein kaiserliches Dekret vom 15. März 1808 geschaffen. Große Teile Italiens waren bis 1814 in das Territorium des französischen Staates eingegliedert.

## Aufgaben
Die Konsistorien, die einen halbstaatlichen Status erhielten, sollten nach protestantischem Vorbild die inneren Angelegenheiten der jüdischen Glaubensgemeinschaft regeln. Das Konsistorium hatte den Kultus zu verwalten, die Juden zur Ausübung nützlicher Berufe anzuhalten und den Behörden die jüdischen Rekruten zu benennen.
In der dreigliedrigen hierarchischen Struktur stand oben das Consistoire central israélite (Zentrales Konsistorium) in Paris, dem die regionalen Konsistorien (Consistoires régionaux) unterstanden, und diesen waren die einzelnen jüdischen Gemeinden (communautés juives) untergeordnet. Die Konsistorien hatten die Aufgabe, die Religionsausübung innerhalb der staatlichen Gesetze zu überwachen und die Steuern festzulegen und einzuziehen, damit die Organe der jüdischen Konfession ihre Ausgaben bestreiten konnten.
Jedes regionale Konsistorium besaß einen Großrabbiner und vier Laienmitglieder, die von den jüdischen Notabeln der angeschlossenen Gemeinden gewählt wurden.
Nach der Niederlage Napoleons 1814 wurden die italienischen Gebiete beim Wiener Kongress neu aufgeteilt und die französischen Gesetze über die Organisation der jüdischen Bewohner wurden unwirksam.

Karte der französischen Départements in Italien

## Gebiet
Das Konsistorium Casale Monferrato war für die jüdischen Gemeinden der Départements Doire, Gènes, Marengo, Montenotte und Sésia zuständig. 1808 lebten in den Départements 2.929 jüdische Bürger (Citoyen).

## Gemeinden (1808)
- Jüdische Gemeinde Casale Monferrato, 790 Personen